# Seanchaí
Seanchaí (en plural: seanchaithe) es una palabra en gaélico que se utiliza para designar en la cultura irlandesa, a un narrador de historias tradicionales. En inglés se usa la palabra "shanachie", en Gales se los conoce como cyfarwyddion.
La palabra seanchai, que originalmente se escribía seanchaidhe (plural seanchaidhthe) antes de la reforma ortográfica del gaélico irlandés de 1948, significaba portador de "la antigua tradición" (seanchas). En la antigua cultura céltica, la historia y las leyes del pueblo no se encontraban escritas sino que eran memorizadas en largos poemas épicos que eran recitados por los bardos, en una tradición compartida con los seanchaithe.

## Historia
Los seanchaithe eran siervos de los jefes de la tribu y guardaban información importante para su clan, donde eran bastante respetados. Los seanchaithe hacían uso de una serie de convenciones narrativas, estilos de lenguaje y gestos que eran propios de la tradición folclórica irlandesa y los caracterizan como practicantes de su arte. Incluso los cuentos procedentes de fuentes literarias encontraron su camino en los repertorios de los seanchaithe, una característica tradicional de su arte fue la forma en que pasó un gran corpus de historias de un recitador a otro sin haber sido escrito.
Debido a su rol como custodios de la tradición oral nativa, los seanchaithe eran ampliamente reconocidos, aunque informalmente, como herederos de la función de los Filis de Irlanda precristiana.
Sin embargo algunos seanchaithe no formaban parte de un clan sino que eran itinerantes, viajaban de una comunidad a otra ofreciendo sus habilidades a cambio de comida y refugio temporal. Otros eran miembros de comunidades asentadas y podían ser llamados "contadores de historias de la villa" que narraban sus historias y cuentos en ceremonias y eventos comunitarios de manera similar a los siervos Seanchaithe.
El papel distintivo y la artesanía de los seanchaí es particularmente asociada a la Gaeltacht (zonas de Irlanda de habla gaélica), aunque los narradores reconocibles como seanchaithe también se pueden encontrar en las áreas rurales de la zona de habla inglesa de Irlanda. En sus narraciones muestran modismos arcaicos del hiberno-inglés y un vocabulario diferente del estilo de conversación ordinaria.

## Época moderna
Tras la iNdependencia de Irlanda en 1922, la comisión de folklore se encargó de rastrear las zonas rurales en busca de los seanchaithe que pudieran quedar, con el fin de recuperar y preservar su herencia narrativa. Miembros del Renacimiento céltico como Padraic Colum mostraron un gran interés por el arte de los seanchaí, y a través de ellos aprendieron historias que escribieron, publicaron y distribuyeron a una audiencia global. Se estima que gracias a la tradición de los seanchaithe, Irlanda ha podido conservar buena parte su cultura a lo largo de más de 2000 años.
En eventos como el festival de máscaras de New Inn (Galway) y el Fleadh Cheoil panirlandés, narradores que preservan las historias y el estilo narrativo de los seanchaithe continúan mostrando su arte y compitiendo por los premios. 